# Nowe Miasto (Tykocin)
Nowe Miasto – część miasta Tykocina w województwie podlaskim, w powiecie białostockim, w gminie Tykocin. Położona jest we wschodniej części zabudowanego (centralnego) obszaru Tykocina, w okolicy ulicy 11 Listopada.

## Historia
Nowe Miasto stanowiło dawniej wschodnią część Tykocina. Podczas okupacji hitlerowskiej odebrano prawa miejskie Tykocinowi, co ustawodawstwo polskie usankcjonowało ze znacznym opóźnieniem, bo dopiero 1 stycznia 1951, a obszar dotychczasowego miasta Tykocin podzielono na trzy wiejskie gromady: Tykocin-Nowe Miasto Tykocin-Kaczorowo i Tykocin-Kolonia w gminie Tykocin. W 1954 roku, w związku z reformą administracyjną kraju, gromady te scalono i, już jako jedną jednostkę, przekształcono ją w gromadę Tykocin w powiecie wysokomazowieckim w woj. białostockim. 1 stycznia 1958 roku gromadę włączono do powiatu białostockiego. Gromada Tykocin przetrwała do końca 1972 roku, czyli do kolejnej reformy gminnej, a z dniem 1 stycznia 1973 roku reaktywowano gminę Tykocin.
11 sierpnia 1993 Tykocin odzyskał status miasta, przez co Nowe Miasto stało się ponownie obszarem miejskim.